# Rudolf von Valpelline
Rudolf von Valpelline († 24. Mai 1273) war von 1271 bis 1273 Bischof von Sitten.

## Leben
Rudolf entstammte einer Adelsfamilie aus Valpelline im Aostatal. Der Erzbischof von Tarentaise, Rudolf Grossi de Châtelard, war sein Onkel. Rudolf war 1264 Domherr in Sitten, er war ebenfalls Kanoniker in Aosta und ist 1270 als Archidiakon von Tarentaise erwähnt. Rudolf wurde 1271 zum Bischof von Sitten gewählt und empfing die Bischofsweihe zwischen dem 12. November und dem 23. Dezember 1271.  Er schloss ein Bündnis mit Philipp von Savoyen und war ein Förderer des Handels über den Simplonpass.